# Maarten Meiners
Maarten Meiners (Amersfoort, 8 februari 1992) is een Nederlands alpineskiër.
Op de Universiade won hij in 2017 een zilveren medaille. Hij nam deel aan vier wereldkampioenschappen skiën. Op 7 december 2020 haalde hij met een 26e plaats op de reuzenslalom voor het eerst punten voor de wereldbeker. Ondanks dat hij niet geheel aan de eisen wist te voldoen, werd Meiners door NOC*NSF aangewezen voor de Olympische Winterspelen 2022 op de reuzenslalom. Hij is na de broers Peter en Dick Pappenheim op de Olympische Winterspelen 1952 de derde Nederlandse mannelijke deelnemer op het alpineskiën. Hier behaalde hij de 18e plaats.
Meiners beëindigde in 2023 zijn topsportcarrière.